# 梅田神社 (亀岡市)
梅田神社（うめだじんじゃ）は、京都市亀岡市旭町にある神社。

## 祭神
祭神は次の1柱。
- 天児屋根命（あめのこやねのみこと）

## 歴史
社伝では、和銅2年（709年）に創建されたという。
建武5年（1338年）には、執権北条高時が家臣に命じて社殿を造営したとされる。その後長禄3年（1459年）に再構されたという。
天正年間（1573年-1592年）には明智光秀による丹波侵攻で社地が衰亡したが、社殿は兵火を免れたと伝える。

## 境内
境内は「梅田神社」として亀岡の自然100選に選ばれている。
- ムロノキ - 樹高12メートル、胸高幹周2.2メートル。亀岡の名木指定。
- ケヤキ - 亀岡の名木指定。
- ツバキ - 亀岡の名木指定。

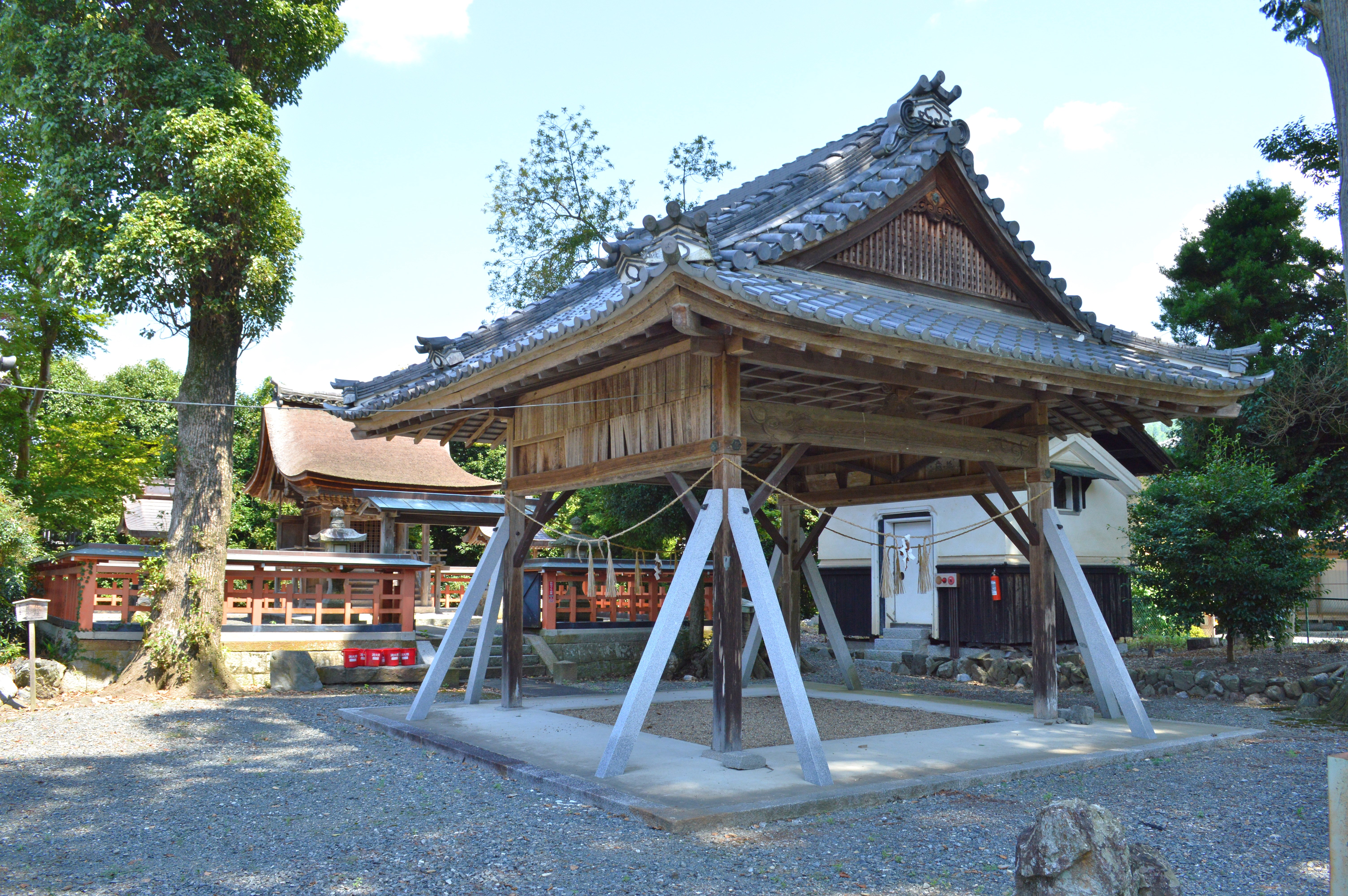
拝殿
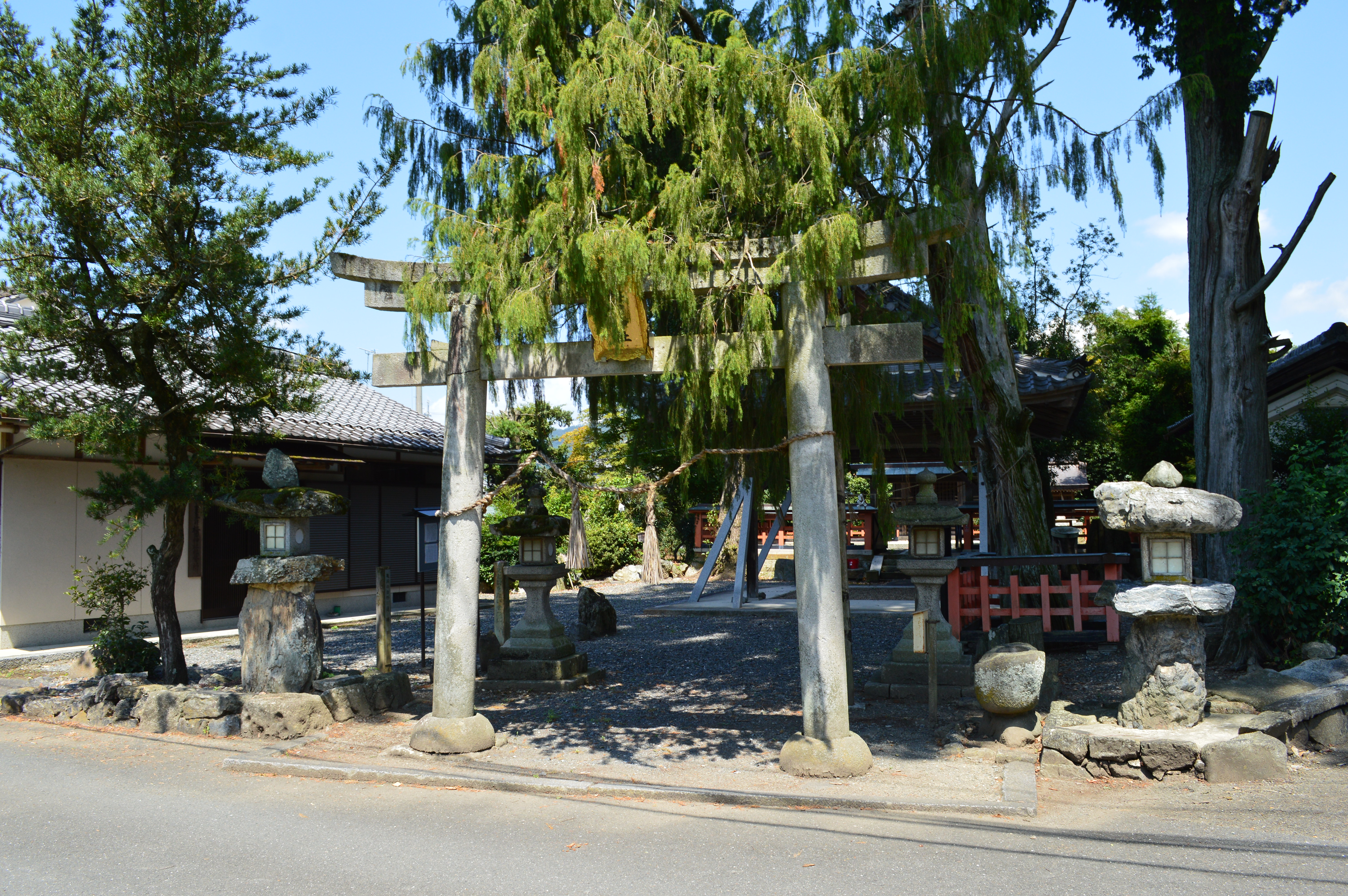
鳥居

## 摂末社
- 弁財天社
- 事代主社
- 大黒社

## 文化財

### 重要文化財（国指定）
- 本殿（附 棟札11枚）（建造物）
室町時代。一間社流造で、屋根は檜皮葺。棟札によれば建武5年（1338年）の造営で、長禄3年（1459年）に再構。昭和16年7月3日指定[2]。